# 中国支付清算协会
中国支付清算协会，是中国大陆地区的支付清算服务行业自律组织，中国人民银行为协会的业务主管。

## 会员

### 特许支付清算组织
- 中国人民银行清算总中心
- 中国银联股份有限公司
- 银行间市场清算所股份有限公司
- 中央国债登记结算有限责任公司
- 中国证券登记结算有限责任公司
- 城市商业银行资金清算中心
- 农信银资金清算中心有限责任公司
- 上海票据交易所股份有限公司
- 跨境银行间支付清算（上海）有限责任公司

### 银行
- 国家开发银行
- 中国进出口银行
- 中国农业发展银行
- 中国工商银行
- 中国农业银行
- 中国银行
- 中国建设银行
- 交通银行
- 中信银行
- 中国光大银行
- 华夏银行
- 中国民生银行
- 招商银行
- 广发银行
- 兴业银行
- 平安银行
- 上海浦东发展银行
- 浙商银行
- 徽商银行
- 渤海银行
- 恒丰银行
- 中国邮政储蓄银行
- 北京银行
- 上海银行
- 北京农村商业银行
- 广州农村商业银行
- 深圳农村商业银行
- 山东省农村信用社联合社
- 天津银行
- 南京银行
- 宁波银行
- 杭州银行
- 盛京银行
- 江苏银行
- 江西银行
- 青岛银行
- 珠海华润银行
- 成都银行
- 富滇银行
- 广东南粤银行
- 成都农村商业银行
- 厦门银行
- 台州银行
- 晋商银行
- 泉州银行
- 河北银行
- 广州银行
- 齐商银行
- 广西北部湾银行
- 葫芦岛银行
- 柳州银行
- 齐鲁银行
- 重庆银行
- 东莞农村商业银行
- 烟台银行
- 长沙银行
- 汉口银行
- 廊坊银行
- 沧州银行
- 乌鲁木齐市商业银行
- 邯郸银行
- 郑州银行
- 哈尔滨银行
- 锦州银行
- 九江银行
- 东莞银行
- 东营银行
- 包商银行
- 吉林银行
- 威海市商业银行
- 贵阳银行
- 长安银行
- 西安银行
- 宁夏银行
- 临商银行
- 湖州银行
- 山东省城市商业银行合作联盟有限公司
- 花旗银行（中国）有限公司
- 汇丰银行（中国）有限公司
- 渣打银行（中国）有限公司
- 德意志银行（中国）有限公司
- 天津农村商业银行
- 桂林银行
- 苏州银行
- 潍坊银行
- 莱商银行
- 陕西省农村信用社联合社
- 东亚银行（中国）有限公司
- 深圳前海微众银行
- 大连银行
- 浙江网商银行
- 鄂尔多斯银行
- 广东顺德农村商业银行
- 江苏省农村信用社联合社
- 四川新网银行
- 四川天府银行
- 福建省农村信用社联合社
- 内蒙古呼和浩特金谷农村商业银行
- 海南省农村信用社联合社
- 江苏苏宁银行
- 中信百信银行
- 湖北银行
- 广东华兴银行
- 内蒙古银行
- 合肥科技农村商业银行
- 武汉农村商业银行
- 湖北省农村信用社联合社
- 吉林亿联银行
- 营口银行
- 重庆三峡银行
- 广元市贵商村镇银行
- 云南省农村信用社联合社
- 上海华瑞银行